# Большая драка дона Камилло
«Большая драка дона Камилло» или «Дон Камилло и депутат Пеппоне» (итал. Don Camillo e l’onorevole Peppone, фр. La grande bagarre de Don Camillo) — кинофильм режиссёра Кармине Галлоне, вышедший на экраны в 1955 году. Экранизация произведений Джованнино Гуарески. Третий из серии фильмов о похождениях дона Камилло, сыгранного Фернанделем.

## Сюжет
Дон Камилло, возглавляющий приход маленького городка где-то в северной Италии, с ужасом узнаёт, что его заклятый враг — мэр-коммунист Пеппоне — выдвигает свою кандидатуру на место депутата парламента. Священник решает во что бы то ни стало не допустить победы своего противника и вступает с ним в отчаянную схватку. Однако каждый раз, как ему представляется удобный случай нанести удар кампании Пеппоне (случаи с похищением кур или с уходом жены мэра), дон Камилло выбирает верность моральным принципам...

## В ролях
- Фернандель — дон Камилло
- Джино Черви — Джузеппе Боттацци по прозвищу Пеппоне
- Клод Сильвен — Клотильда
- Леда Глория — сеньора Боттацци
- Умберто Спадаро — Бецци
- Меммо Каротенуто — Ло Спиччо
- Саро Урдзи — Бруско
- Гвидо Челано — маршал
- Луиджи Този — судья
- Марко Тулли — Ло Смилдзо